# Заскале (Скаржиський повіт)
Заскале (пол. Zaskale) — село в Польщі, у гміні Лончна Скаржиського повіту Свентокшиського воєводства.
Населення — 234 особи (2011).
У 1975-1998 роках село належало до Келецького воєводства.

## Демографія
Демографічна структура на день 31 березня 2011 року:
|          | Загалом | Допрацездатний вік | Працездатний вік | Постпрацездатний вік |
| -------- | ------- | ------------------ | ---------------- | -------------------- |
| Чоловіки | 122     | 26                 | 84               | 12                   |
| Жінки    | 112     | 19                 | 65               | 28                   |
| Разом    | 234     | 45                 | 149              | 40                   |